# Julián Miralles
Julián Miralles Caballero (Alberique, Valencia, 18 de septiembre de 1965) es un expiloto de motociclismo del Campeonato del Mundo de Motociclismo entre la temporada de 1987 y la de 1994. Previamente, el 1987, ganó el Campeonato de Europa de 80 cc como piloto oficial de Derbi en el equipo de la RFME. Especialista en cilindradas pequeñas, su mejor resultado en el mundial fue un cuarto lugar en 125 cc en 1988.
Su hijo, Julián Miralles Rodríguez, fue también un prometedor piloto de motociclismo, la carrera del cual se vio truncada prematuramente a causa del accidente que sufrió en 2005.

## Biografía

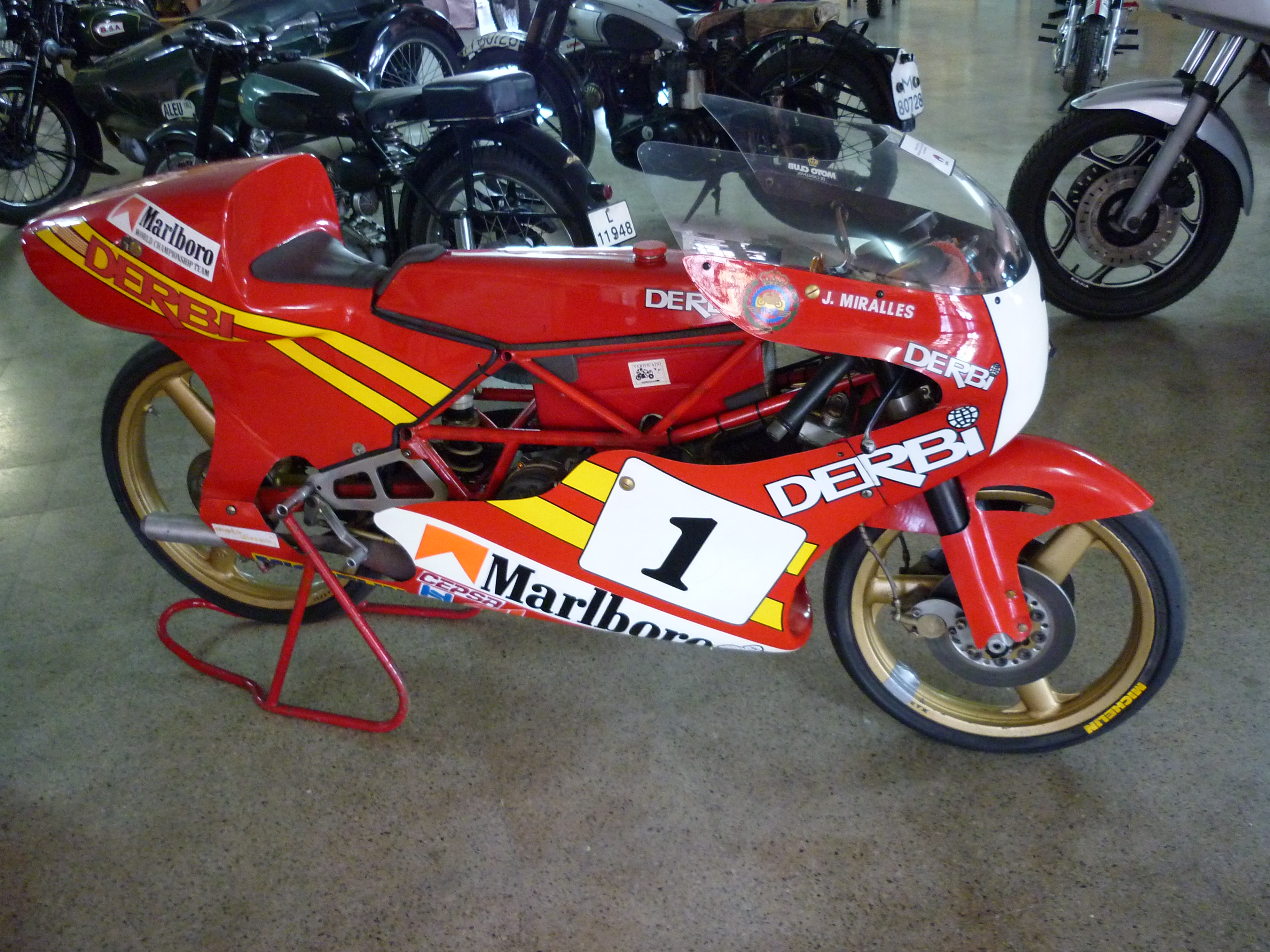
La Derbi 80cc con la que ganó el Europeo de 1987

### Carrera como piloto
Hizo su debut en el Mundial en 1985, cuando obtuvo la vigesimosegunda posición en el Gran Premio de España, pero no participó en la carrera del domingo.
Su primer éxito internacional fue el título en Campeonato Europeo de Motociclismo en la categoría 80cc en 1987 montando un Derbi. Obtiene sus primeros puntos de campeonato y el primer podio en el campeonato mundial en el GP de España.
Su mejor temporada fue en 1988 cuando, compitiendo en 125cc a bordo de una Honda, obtuvo 5 podios y el cuarto lugar en la clasificación general en el equipo de Ángel Nieto. Se retiró de las competición al final de 1994.

### Descubridor de talentos
Después de retirarse, Miralles continuó vinculado al motociclismo, dedicándose a descubrir y formar a jóvenes promesas desde la escola Cuna de Campeones montada por Bancaixa (la actual Bankia) en el Circuit Ricardo Tormo. Fue en esta escuela donde comenzaron a despuntar futuras estrellas como Héctor Barberá, Nico Terol o Mateo Túnez.

## Resultados en el Campeonato del Mundo
Sistema de puntuación desde 1969 hasta 1987:
| Posición | 1.º | 2.º | 3.º | 4.º | 5.º | 6.º | 7.º | 8.º | 9.º | 10.º |
| Puntos   | 15  | 12  | 10  | 8   | 6   | 5   | 4   | 3   | 2   | 1    |

Sistema de puntuación desde 1988 hasta 1991:
| Posición | 1.º | 2.º | 3.º | 4.º | 5.º | 6.º | 7.º | 8.º | 9.º | 10.º | 11.º | 12.º | 13.º | 14.º | 15.º |
| Puntos   | 20  | 17  | 15  | 13  | 11  | 10  | 9   | 8   | 7   | 6    | 5    | 4    | 3    | 2    | 1    |

Sistema de puntuación en 1992:
| Posición | 1.º | 2.º | 3.º | 4.º | 5.º | 6.º | 7.º | 8.º | 9.º | 10.º |
| Puntos   | 20  | 15  | 12  | 10  | 8   | 6   | 4   | 3   | 2   | 1    |

Sistema de puntuación de 1993 hasta 2022:
| Posición | 1.º | 2.º | 3.º | 4.º | 5.º | 6.º | 7.º | 8.º | 9.º | 10.º | 11.º | 12.º | 13.º | 14.º | 15.º |
| Puntos   | 25  | 20  | 16  | 13  | 11  | 10  | 9   | 8   | 7   | 6    | 5    | 4    | 3    | 2    | 1    |

### Carreras por año
(Las Carreras en negrita indica pole position, las carreras en cursiva indica vuelta rápida)
| Año  | Cat.  | Equipo     | 1       | 2       | 3       | 4       | 5       | 6       | 7       | 8       | 9       | 10      | 11      | 12      | 13      | 14      | 15     | Ptos. | Pos. |
| ---- | ----- | ---------- | ------- | ------- | ------- | ------- | ------- | ------- | ------- | ------- | ------- | ------- | ------- | ------- | ------- | ------- | ------ | ----- | ---- |
| 1985 | 80cc  | Derbi      |         | ESP NS  | ALE -   | NAC -   |         | YUG -   | NED -   |         | FRA -   |         |         | RSM -   |         |         |        | 0     | -    |
| 1986 | 80cc  | Huvo Casal | ESP Ret | NAC -   | ALE -   | AUT -   | YUG -   | NED -   |         |         | GBR -   |         | RSM -   | BDW -   |         |         |        | 0     | -    |
| 1987 | 80cc  | Derbi      |         | ESP 3   | ALE -   | NAC -   | AUT -   | YUG -   | NED 5   |         | GBR -   |         | CHE -   | RSM -   | POR 9   |         |        | 18    | 10.º |
| 1988 | 125cc | Honda      |         |         | ESP 2   |         | NAC 15  | ALE 2   | AUT 12  | NED Ret | BEL 3   | YUG Ret | FRA 11  | GBR 4   | SWE 3   | CHE 2   |        | 104   | 4.º  |
| 1989 | 80cc  | Derbi      |         |         |         | ESP -   | NAC -   | ALE -   |         | YUG 4   | NED 4   |         |         |         |         | CHE -   |        | 26    | 12.º |
| 1989 | 125cc | Derbi      | JAP Ret | AUS 6   |         | ESP 7   | NAC 5   | ALE 3   | AUT 2   |         | NED 3   | BEL 4   | FRA Ret | GBR 16  | SUE Ret | CHE DNQ |        | 90    | 8.º  |
| 1990 | 125cc | JJ Cobas   | JAP Ret |         | ESP 6   | NAC Ret | ALE Ret | AUT 10  | YUG Ret | NED Ret | BEL 5   | FRA 20  | GBR 9   | SUE 8   | CHE DSQ | HUN Ret | AUS 11 | 46    | 13.º |
| 1991 | 125cc | JJ Cobas   | JAP 24  | AUS 17  |         | ESP 14  | ITA 17  | ALE Ret | AUT 16  | EUR 10  | NED 16  | FRA Ret | GBR 14  | RSM 17  | CHE Ret |         | MAL -  | 10    | 27.º |
| 1992 | 125cc | Honda      | JAP Ret | AUS Ret | MAL 16  | ESP Ret | ITA Ret | EUR 17  | ALE 13  | NED 17  | HUN 16  | FRA Ret | GBR 15  | BRA Ret | RSA -   |         |        | 0     | -    |
| 1993 | 125cc | Honda      | AUS 15  | MAL Ret | JAP Ret | ESP 13  | AUT 18  | ALE 28  | NED Ret | EUR Ret | RSM Ret | GBR Ret | CZE Ret | ITA Ret | USA 20  | FIM Ret |        | 4     | 31.º |
| 1994 | 500cc | Honda      | AUS 21  | MAL Ret | JAP 24  | ESP 15  | AUT 18  | ALE 13  | NED 13  | ITA Ret | FRA -   | GBR -   | CZE -   | USA -   | ARG -   | EUR -   |        | 7     | 24.º |